# Dnipropetrovsk oblast
Dnipropetrovsk oblast (ukrainsk: Дніпропетровська область, tr. Dnipropetrovska oblast) er en af Ukraines 24 oblaster, beliggende i den centrale del af landet på begge sider af floden Dnepr.
Dnipropetrovsk oblast blev grundlagt den 9. februar 1932 . Den har et areal på 31.914 km2
(5,3% af Ukraines areal og den næststørste oblast i Ukraine) og et indbyggertal på 3.096.485 (2022) indbyggere, der udgør 7,3% af Ukraines samlede indbyggertal. Oblastens hovedby og administrative center er byen Dnipro med 968.502(2022) indbyggere. Andre større byer er Kryvyj Rih, Kamjanske, Nikopol og Pavlohrad.